# Transistor (datorspel)
Transistor är ett science fiction-actionrollspel utvecklat och gavs ut av Supergiant Games. Spelet gavs ut den 20 maj 2014 till Microsoft Windows och Playstation 4, och kommer att släppas till andra plattformar i framtiden.
Spelet fick positiva betyg från flera spelkritiker.